# B.D. Racing
B.D. Racing è una scuderia automobilistica italiana.

## Storia
Il team ha partecipato a molti campionato importanti per vetture turismo tra cui il TCR International Series e il TCR Italy Touring Car Championship. Nel 2020 il team partecipa al TCR Italy Touring Car Championship.